# Seznam kin v Českých Budějovicích

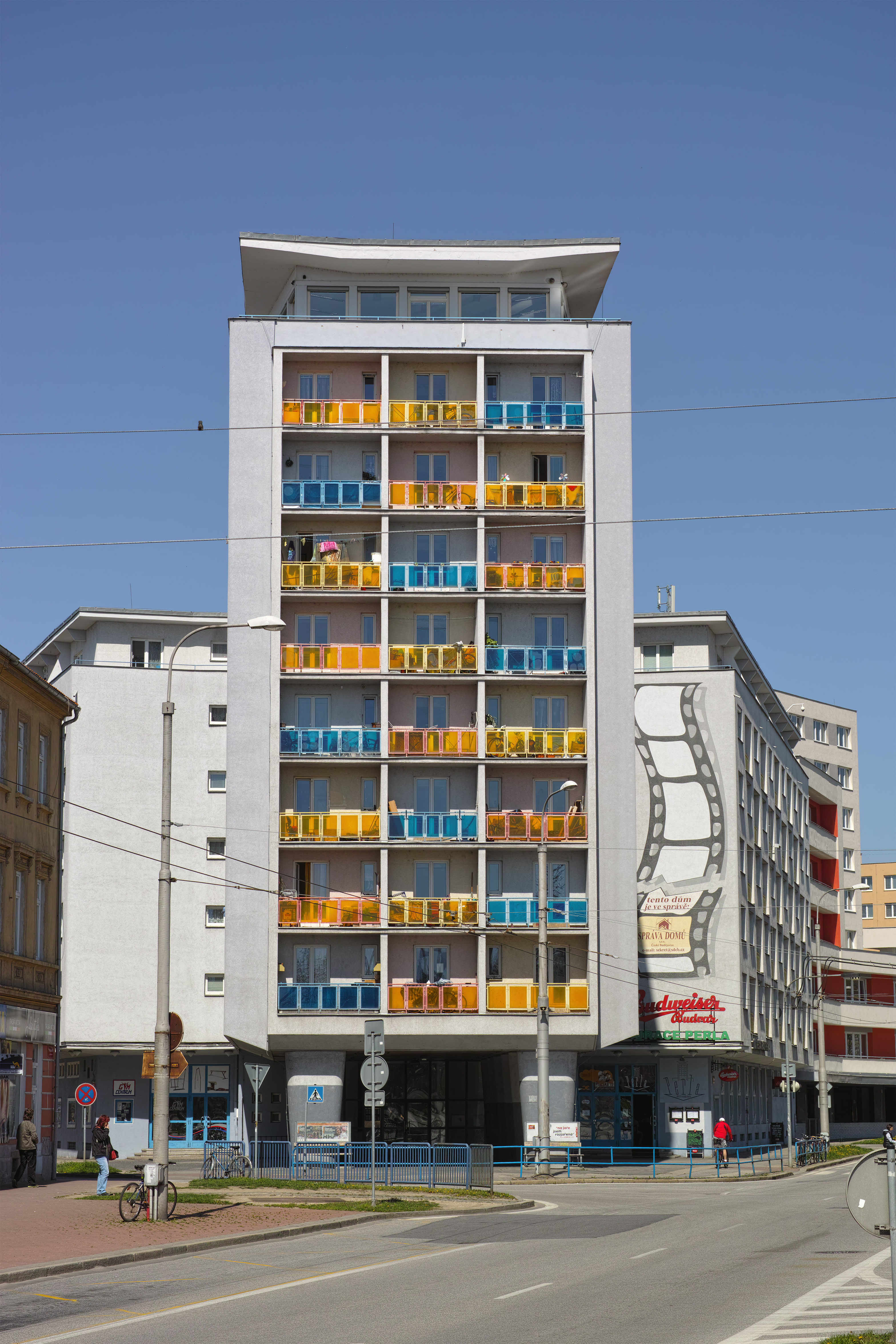
Komplex činžovních domů Perla - Koldům, bývalé kino Vesmír

Následující seznam obsahuje kina, biografy a jim podobné instituce (tzv. elektrická divadla, světelná divadla ap.), které existovaly na území Českých Budějovic. 
Promítání obsahu s dějem je doloženo již v 19. století v paláci Včela; šlo ale ještě o statické obrazy. První pohyblivý film byl v Č. Budějovicích promítán podle některých zdrojů v roce 1908, obsahem byly záběry z Rusko-japonské války. Podle jiných měla již před rokem 1895 navštívit město společnost bratří Oeserů.

## Seznam
Seznam nemusí být kompletní. Řazení je chronologické. Datum odpovídá datu promítání (u dočasných kin) nebo datu založení či zahájení činnosti kina (které může být odlišné od data otevření budovy).
| Objekt                                | Obrázek                      | Umístění                    | Založeno              | Galerie                                                                  | Popis |
| ------------------------------------- | ---------------------------- | --------------------------- | --------------------- | ------------------------------------------------------------------------ | --- |
| Hynek Havel                           |                              | Krumlovský rybník           | červen 1887           |                                                                          | V letech 1887 a 1888 hrálo na místě vysušeného rybníka Mechanické divadlo H. Havel, což byl snad předchůdce biografu. V neděli 30. října 1892 (a poté opakovaně) hrálo v Metropolu. |
| Bratři Oeserové                       |                              | Krumlovský rybník           | červenec 1889         |                                                                          | V místě současného justičního paláce, kde se rozkládal částečně zasypaný Krumlovský rybník, ve velkém a v případě nepohody vytápěném stanu promítali („mechanické divadlo“) bratři Oeserové. Představení se konala i v roce 1890. |
| Kaiser-Panorama                       | Palác Včela                  | Karla IV. 92/1              | 1898                  | Kategorie „Palác Včela (České Budějovice)“ na Wikimedia Commons          | V suterénu paláce Včela. Předchůdce biografu, o víkendech byly promítány statické stereoskopické obrazy doprovázené případnými texty. |
| Viktor Ponrepo                        |                              | Metropol                    | 1902                  |                                                                          | Od listopadu 1902 promítal v Metropolu biograf Viktora Ponrepo (v roce 1911 vznikl v sousedství Grand Bio). |
| The greatest Bio Theater of the World |                              | Dukelská                    | 1907                  |                                                                          | U muzea v ul. J. Tascheka (dnešní Dukelská), představení trvala 2,5 hodiny. |
| Alžír                                 | Alžír                        | Riegrova 1791/25            | 1908                  |                                                                          | Roku 1908 v tingltanglu Alžíru promítal pan Zöllner záběry z rusko-japonské války. |
| K. Oeser                              |                              | Senovážné náměstí           | 1909                  |                                                                          | Stan na náměstí. |
| U Černého koníčka                     |                              | Žižkova třída 220/15        | <1910                 |                                                                          | Josef Deutsch z Oeserova podniku dopoledne a večer promítal tanečním sále hostince U Černého koníčka. Poté s pozdějším švagrem Josefem Lindou založil Bio Royal. |
| Bio Royal                             | Bio Royal                    | Musejní 232                 | ~1910                 | Kategorie „Bio Royal (České Budějovice)“ na Wikimedia Commons            | Podle některých zdrojů fungovalo již r. 1909. Dřevostavba na dnešním Senovážném náměstí, němé filmy doprovázela Marie Lindová na housle a klavír, filmy s německými titulky překládal zřízenec do češtiny. Interiér potažen hedvábím. Ve 20. letech patřilo městu, 500 míst, od roku 1928 zvukové filmy, před válkou patřilo Československému červenému kříži, od roku 1945 využíváno Rudou armádou, roku 1947 přesunut do Frymburku, kde fungoval do napuštění Lipna. Podle jiných zdrojů byl do Frymburku přesunut již před rokem 1943 a od roku 1945 provozováno jako kino Hana. |
| Bio Elite                             | Bio Hvězda                   | Klaudiova 25                | 1911                  | Kategorie „Metzlův dům (České Budějovice)“ na Wikimedia Commons          | Hlediště s balkonem, 455 míst. Hudební kulisu k němému filmu obstarávalo piáno za plátnem. Roku 1919 koupila od majitele Metzla kino tělocvičná jednota Sokol I a přejmenovala ho na Bio Hvězda. 432 míst. 1942 přejmenováno na Bio Astra. Po osvobození 1945 přejmenováno zpět na Bio Hvězda, v roce 1950 na kino Oko. Na přelomu 50. a 60. let zavřeno kvůli zastaralosti a bezpečnostním normám. Po rekonstrukci začalo prostory od r. 1962 využívat Malé divadlo. Podle jiných zdrojů kino Oko skončilo až roku 1963 a Malé divadlo prostory využívalo od roku 1965. V roce 1985 znovu zavřeno pro havarijní stav, následně se propadl strop, zřítilo několik vnitřních zdí, objekt opakovaně vyhořel a v roce 2005 byl zdemolován. Původní adresa Klaudiova 25 (dnes Jeronýmova) již neodpovídá současnému č. 25. |
| Grand Bio                             | Bio Hvězda                   | Mariánské náměstí           | 1911                  | Kategorie „Grand Bio (České Budějovice)“ na Wikimedia Commons            | 480 míst. Hudební kulisu k němému filmu zajišťoval salonní kvintet. 1929 promítán první českobudějovický němý film, roku 1962 poprvé v necenzurované podobě. 1949 přejmenované na kino Lípa. Roku 1962 bylo na příkaz tajemníka KV KSČ (včetně přilehlé kavárny Metropol) zbouráno. |
| Bio YMCA                              |                              | Palác YMCA                  | 20. léta 20. století  |                                                                          | Někdy po roce 1920 v dřevěné budově YMCA (oblast pozdějšího autobusového nádraží, dnes Mercury centrum) provozovala Čsl. společnost YMCA biograf. 350 míst, promítání 2× týdně. 23. 12. 1923 budova vyhořela. |
| Bio Elekta                            | Vatikán                      | Lannova třída 238/2         | 20. léta 20. století  | Kategorie „Jirsíkův národní dům (České Budějovice)“ na Wikimedia Commons | Vzniklo po skončení Bio Elite, patřilo jednotě československého Orla, 470 míst. Uvedl první mluvenou filmovou detektivku. Zhruba v 60. letech 20. století jej nahradilo dopolední kino Čas, které za 1 Kčs promítalo nepřetržitý proud žurnálů a aktualit, odpolední kino Mladých a večerní kino Jas. Jirsíkův národní dům (=Vatikán). |
| ?                                     |                              | Linecké předměstí           | ~20. léta 20. století |                                                                          | Švagr J. Deutsche Josef Linda působil v nově postaveném kině na Lineckém předměstí. |
| ?                                     |                              | Rožnov                      |                       |                                                                          | Kino v Rožnově vyhořelo. |
| Bio Central                           |                              | Suché Vrbné                 | ~20. léta 20. stol.   |                                                                          | Provozovatel Deutsche Bezirksjugendfürsorge, nízká návštěvnost, zastaralá výbava, ignorovalo nařízení z roku 1929 o promítání českých filmů. Od roku 1934 prakticky nepromítalo. |
| Bio Kotva                             | Bio Kotva                    | Lidická tř. 2110            | 1928                  | Kategorie „Kino Kotva (České Budějovice)“ na Wikimedia Commons           | Kino tělocvičné jednoty Sokol II, původně 589 (nebo 528) míst. Za války přejmenováno na Bio Viktoria a promítalo německé filmy. Název se dále měnil na kino Svět, kino Pohraniční stráže a zpět na kino Kotva. Roku 1956 bylo vybaveno prvním širokoúhlým plátnem ve městě. Kino existuje dosud s 215 místy. |
| stará pošta                           | stará pošta                  | Biskupská 129/1             | ~1925                 |                                                                          | V přízemí staré pošty byla vybourána větší okna a v nich se sezónně k večeru promítaly reklamy, filmy a k tomu doprovodná hudba z gramofonu. |
| Sokol Suché Vrbné                     |                              | Suché Vrbné                 | 30. léta 20. století  |                                                                          | Tzv. sokolovna. |
| Německý dům                           | DK Slávie, dříve Německý dům | Leninovy sady               | 30. léta 20. století  | Kategorie „Dům kultury Slávie“ na Wikimedia Commons                      | V Německém domě bylo zřízeno kino, v němž se promítaly propagační nacistické filmy. |
| Letní kino Háječek                    | letní kino Háječek           | Háječek                     | 50. léta 20. stol.    | Kategorie „Open air cinema (České Budějovice)“ na Wikimedia Commons      | Existuje dosud. |
| Vesmír                                | Vesmír                       | Pražská třída 1255/19       | 1964                  | Kategorie „Perla (České Budějovice)“ na Wikimedia Commons                | Součást komplexu činžovních domů Perla - Koldům. Po roce 1989 upraveno a vybaveno zvukovým systémem Dolby Stereo. Kapacita 1400 osob, provoz ukončen v prosinci 2003. |
| kino Nemanice                         |                              | Nemanice                    | ~60. léta 20. stol.   |                                                                          | 16mm filmy. |
| kino Kněžské Dvory                    |                              | Kněžské Dvory               | ~60. léta 20. stol.   |                                                                          | 16mm filmy. |
| Mír                                   | Cinestar                     | Suchovrbenské náměstí 707/1 | 60. léta 20. stol.    | Kategorie „Kino Mír (České Budějovice)“ na Wikimedia Commons             | Provoz ukončen v červnu 1996. |
| Cinestar                              | Cinestar                     | Milady Horákové 1498        | 20. 3. 2002           | Kategorie „Čtyři Dvory (shopping centre)“ na Wikimedia Commons           | Multikino Cinestar v komplexu nákupního centra Čtyři Dvory. Celková kapacita 1400 míst. |
| Cinestar IGY                          | Cinestar v IGY               | Pražská třída 1247/24       | 3. 11. 2017           |                                                                          | Multikino Cinestar. Promítání zahájeno v pátek 3. listopadu 2017 v 16:30. |
| Kino Kafé 7                           |                              | Lidická 1005/137            | leden 2025            |                                                                          | Sedmička podle PSČ 370 07. Kapacita 41 míst. Založil bývalý provozovatel kin Kotva a Háječek Jan Turinský. |